# (12878) Erneschiller
(12878) Erneschiller (1998 QH11) – planetoida z pasa głównego asteroid okrążająca Słońce w ciągu 4,26 lat w średniej odległości 2,62 j.a. Odkryta 17 sierpnia 1998 roku.